# Ingrid Lotz
Ingrid Lotz (nata Eichmann; Malliß, 11 marzo 1934) è un'ex discobola tedesca.

## Palmarès
| Anno | Manifestazione | Sede     | Evento           | Risultato | Prestazione | Note                          |
| ---- | -------------- | -------- | ---------------- | --------- | ----------- | ----------------------------- |
| 1964 | Olimpiadi      | Tokyo    | Lancio del disco | Argento   | 57,21 m     | Miglior prestazione personale |
| 1966 | Europei        | Budapest | Lancio del disco | 6ª        | 53,34 m     |                               |